# Stradivari Triathlon Team
Lo Stradivari Triathlon Team è una società sportiva di triathlon italiana con sede nella città di Cremona, fondata il 15 novembre 1993.
In precedenza la società era nota come Triathlon Cremona Stradivari e fino al 2004 come Triathlon Club Cremona. La società svolge attività nei settori Giovani, Age Group ed Elite, in ambito nazionale ed internazionale. Il presidente è Massimo Ghezzi, il ruolo di vicepresidente è ricoperto da Pierluigi Salti.
È una delle società più in vista a livello italiano e ha conquistato diversi titoli nazionali a squadre nel settore femminile. Nel duathlon ha ottenuto quattro vittorie tricolori, nel 2007 a Varallo, nel 2008 a Cremona, nel 2009 a Rimini e nel 2010 a Rivergaro. Nel triathlon ha trionfato nella Coppa Crono TTT nel 2007 e nel 2008 a Villasimius, e nel 2010 a Rimini; ha conquistato il titolo su distanza sprint nel 2009 a Pella e sulla lunga distanza nel 2010 a Bellagio. Sempre nel 2010 è stata prima società classificata nelle graduatorie del circuito di triathlon sprint e di triathlon olimpico. A livello individuale, numerosi i titoli tricolori conquistati negli anni dagli atleti del team Stradivari, e successi di grande rilevanza sono stati ottenuti anche sulla scena internazionale, dove spicca anche la partecipazione di una propria atleta ai Giochi olimpici di Londra 2012.
Lo Stradivari Triathlon Team è anche una società organizzatrice di eventi. Il clou è stata la realizzazione di tre edizione di "Cremona ITU Triathlon Sprint European Cup", appuntamento del circuito di Coppa Europa. Altro evento di grande richiamo è stato nel 2008 il campionato italiano di duathlon a squadre. Dal 1999, la società propone ogni anno il triathlon "Città di Cremona"; dal 1997 al 2003 ha organizzato un secondo appuntamento su distanza sprint, prima a Pizzighettone, poi a Monticelli d'Ongina. Dal 2010 al 2013 il team Stradivari ha organizzato anche quattro edizioni di gare Trikids e nel 2012 ha ospitato la finale di Coppa Italia e la Coppa delle Regioni.

## La storia[1]
Il Triathlon Club Cremona è fondato il 15 novembre 1993 da un gruppo di amici che già praticavano triathlon in altre società italiane. Viene nominato presidente Lorenzo Bottoni,  vicepresidente è Pierino Bernasconi, segretario è Maurizio Bottoni, quattro i consiglieri sono Lorenzo Bettoli, Stefano Monfardini, Claudio Arisi e Bruno Moretti. La sede del Club è il Bar Sport a Cremona. 
Nel 1995 cambio al vertice, il presidente diventa Lorenzo Bettoli ed il suo mandato dura un biennio. Nel 1997 il massimo incarico dirigenziale è affidato a Aldo Basola. Nello stesso anno, la società modifica il nome e diventa Triathlon Nuoto Torrazzo, dall'unione degli atleti che praticano la multidisciplina ai nuotatori Master. Sempre nel 1997 è organizzato il primo evento, con finalità benefiche: una gara Sprint a Pizzighettone. Il primo Triathlon Sprint “Città di Cremona” è organizzato due anni dopo, nel 1999, presso il centro sportivo Le Querce di Pieve d'Olmi.
Nel 2002 Aldo Basola lascia la presidenza e viene eletto Stefano Bonetti. La gara di Pizzighettone si trasferisce a Monticelli d'Ongina, il “Città di Cremona” approda finalmente in città, al centro sportivo Stradivari. Nel 2004 viene raggiunto con il centro sportivo di via Milano un accordo di collaborazione e la novità porta anche al cambiamento di nome della società nell'attuale Triathlon Cremona Stradivari. 
Dopo essere cresciuta con i numeri nel settore Age Group, nel 2005 la società apre al mondo degli atleti Elite. A fine anno diventa presidente Massimo Ghezzi, attualmente in carica. La società inizia ad ottenere risultati importanti e nel 2007 arrivano le prime storiche vittoria di titoli italiani, nel duathlon a squadre Elite e nel triathlon Age Group. Il 2008 è l'anno del trionfo storico di Martina Dogana all'Ironman di Nizza; l'atleta dello Stradivari è inoltre 15^ al Mondiale delle Hawaii. Nello stesso anno 900 atleti sono stati protagonisti all'ombra del Torrazzo per gli italiani a squadre di Duathlon, firma del team Stradivari nell'organizzazione dell'evento. Nel 2010 la società inizia a muovere i primi passi anche del settore giovanile e completa il proprio quadro agonistico. Al via anche il Trikids Parco Po, gara del circuito giovanile Nord Ovest che viene proposta in successive tre edizioni.
Nel 2011 il Triathlon Cremona Stradivari compie il grande passo ed organizza l'unica tappa italiana di Coppa Europa portando in città tra i migliori atleti da tutto il mondo. La realizzazione del progetto olimpico con Mateja Simic – al via della gara ai Giochi Olimpici di Londra 2012 - è un ulteriore tassello di grande prestigio per il team: la società ha infatti contribuito nel cammino di qualificazione che ha portato la campionessa slovena a centrare lo storico traguardo. Nel 2012 e nel 2013 sono riproposte con grande successo altre due edizioni della Coppa Europa. Nel 2013 la società festeggia i 20 anni della propria attività con una pubblicazione curata da Gabriele Cogni con testimonianze, fotografie ed articoli che raccontano il cammino ed una grande festa. Anche nel 2014 il Triathlon Cremona Stradivari si assesta al top dell'attività in ambito nazionale e si mette in evidenza anche sul palcoscenico internazionale. Nel 2016 arriva il titolo italiano su distanza olimpica conquistato da Verena Steinhauser a Caorle, mentre Marco Tironi vince la categoria al Mondiale Ironman di Kona alle Hawaii. Primo posto di categoria anche per Veronica Signorini a Escape From Alcatraz Triathlon a San Francisco. La società si classifica al terzo posto agli italiani Sprint di Riccione e chiude all'ottavo posto l'Europeo per Club di Banyoles in Spagna. 

## Colori e simboli
I colori sociali del Triathlon Cremona Stradivari sono il verde ed il blu. Il logo attualmente in uso è una semplice ondina verde, sino a poco tempo fa al suo interno erano rappresentate le tre discipline con i tre atleti di colori diversi, il rosso per il nuoto, il blu per la bicicletta ed il verde per la corsa.

## Il settore Elite
Dal 2007 il Triathlon Cremona Stradivari ha sviluppato l'attività rivolta al settore Elite. Da subito la scelta della società è stata quella di puntare su atleti di punta del movimento italiano, ma anche su rappresentati stranieri. A livello internazionale spiccano il trionfo di Martina Dogana nel 2008 all'Ironman di Nizza e la partecipazione di Mateja Simic alle Olimpiadi di Londra 2012, ma sono moltissimi i risultati di spicco che gli atleti Stradivari hanno ottenuto fuori da confini nazionali, portando la società ad essere conosciuta anche all'estero . In Italiani i successi sono stati davvero numerosi, sia individuali, sia a squadre. Nel 2014 Veronica Signorini arriva quarta a Larache nell'ATU Cup. Nel 2015 tappa all'ETU Cup di Madrid per la coppia verdeblù formata da Verena Steinhauser, sesta, e Veronica Signorini, decima.

## Il settore Age Group
È il pilastro della squadra ed attorno a questa attività il team Stradivari si è sviluppato in modo esponenziale, diventando una realtà di primo piano nel tessuto sportivo cremonese, ma ponendo radici importanti anche in ambito nazionale. Una lunga serie di trionfi messi in bacheca durante questi anni ha consentito alla squadra cremonese di affermarsi sempre di più, tanto da diventare una delle più note per il suo operato.

## Il settore giovanile
È l'ultimo arrivato in casa Stradivari ed in questo lustro di attività si è assestato e ha messo le basi per uno sviluppo che possa garantire un futuro alla società. Nel 2015 grande risultato per il giovane Junior dello Stradivari Franco Pesavento che in azzurro a Melilla (Spagna) conquista il terzo bronzo in una gara di Coppa Europa.

## Gli eventi
Dal 1999, ogni anno si svolge il “Triathlon Città di Cremona”, appuntamento su distanza Sprint. Le prime tre edizioni si sono svolte presso il centro sportivo “Le Querce” di Pieve d'Olmi, dal 2002 è ospitato dal centro sportivo “Stradivari” di Cremona. Il palmarès di questo evento è ricco di nomi di spicco del panorama italiano. Dal 1997 al 2001, a Pizzighettone, la società ha curato il “Memorial Chiari”, gara di triathlon sempre su distanza Sprint. Nel 2002, l'appuntamento ha cambiato sede spostandosi a Monticelli d'Ongina per due anni. Nel 2008, Cremona, sotto la firma Stradivari, ha ospitato il campionato italiano a squadre di Duathlon con 900 atleti al via, un record di presenze per il periodo, e per la prima volta in un centro cittadino: vittorie del Td Rimini in campo maschile e del Triathlon Cremona Stradivari in ambito femminile. Nel 2010 è partita l'avventura giovanile con il Trkids Parco Po, organizzato sino al 2013, e nel 2012 la società ha ospitato la finale di Coppa Italia e la Coppa delle Regioni. All'ombra del Torrazzo è approdata nel 2011 la Coppa Europa: il team Stradivari ha organizzato “Cremona ITU Triathlon Sprint European Cup”, gara su distanza Sprint del circuito continentale. La prima edizione ha portato la firma illustre di Erin Densham, che sarà bronzo olimpico a Londra, e dell'italiano Daniel Hofer. Nel 2012 doppietta inglese con Thomas Bishop e Lois Rosindale, mentre nel 2013 si sono imposti lo spagnolo Oscar Vicente e l'australiana Tamsyn Moana-Veale.

## Palmarès[6]
Titoli italiani a squadre
- 2007 Duathlon (Monica Cibin, Ljudmilla Di Bert, Irma Ventura) - Varallo;
- 2007	Triathlon Crono TTT (Monica Cibin, Ljudmilla Di Bert, Francesca Rossi, Irma Ventura) - Villasimius;
- 2008	Duathlon (Monica Cibin, Ljudmilla Di Bert, Martina Dogana) - Cremona;
- 2008 Triathlon Crono TTT (Federica Nizzola, Rita Quadri, Laura Sala, Chiara Zanoletti) - Villasimius;
- 2009	Duathlon (Monica Cibin, Irma Ventura, Martina Dogana) - Rimini;
- 2009 Triathlon Elite (Monica Cibin, Barbara Balogh, Martina Dogana) - Pella;
- 2010 	Duathlon (Martina Dogana, Monica Cibin, Mateja Simic) - Rivergaro;
- 2010 Triathlon Lungo (Martina Dogana, Sara Tavecchio, Marta Miglioli) - Bellagio;
- 2010 Triathlon Age Group (Laura Sala, Isabella Boccone, Micol Ramundo, Federica Nizzola, Rita Quadri) – Lido della Nazioni;
- 2010 Società prima classificata circuito Triathlon Sprint;
- 2010 Società prima classificata circuito Triathlon Olimpico;

Titoli individuali
- 1994 	Pierino Bernasconi 1S4 European Spring Cup – Anzio;
- 2006 	Guido Ricca 1S3 Campionato Italiano Winter Tri - Flassin;
- 2006	Guido Ricca 1S3 Europei Winter Tri - Schilpario;
- 2006 	Maria Pezzarossa Campionato Italiano Universitario - Caldaro;
- 2007 	Francesca Rebecchi 1S3 Campionato Italiano Winter Tri - Entraque;
- 2007	Guido Ricca 1S4 Campionato Italiano Winter Tri - Entraque;
- 2007	Francesca 1S3 Rebecchi Campionato Europeo Winter Tri - Triesemberg;
- 2007	Francesca Rebecchi 1S3 Mondiale Winter Tri - Flassin;
- 2007	GianMarco Tironi 1M4 Campionato Italiano Doppio Olimpico – Candia ;
- 2007 GianMarco Tironi 1M4 Campionato Italiano Triathlon Olimpico – Peschiera del Garda;
- 2008 	Guido Ricca 1S4 Campionato Italiano Winter Tri - Flassin;
- 2008	Martina Dogana Campionato Italiano Doppio Olimpico - Viverone;
- 2009	Guido Ricca 1S4 Campionato Italiano Winter Tri - Entraque;
- 2009 	GianMarco Tironi 1M4 Campionato Italiano Triathlon Lungo - Candia;
- 2009 	Martina Dogana Campionato Italiano Triathlon Lungo Elite - Candia;
- 2009 	GianMarco Tironi 1M4 Campionato Italiano Triathlon Olimpico – Lido delle Nazioni;
- 2009	Veronica Signorini 1S1 Campionato Italiano Triathlon Olimpico – Lido della Nazioni;
- 2009 	Veronica Signorini 1S1 Campionato Italiano Aquathlon - Gaggiano;
- 2010	Marta Miglioli 1S2 Campionato Italiano Triathlon Olimpico – Revine Lago;
- 2010	Rita Quadri 1M2 Campionato Italiano Triathlon Olimpico – Revine Lago;
- 2010	Pierino Bernasconi – 1M4 Campionato Italiano Triathlon Sprint - Lecco;
- 2010 	Martina Dogana Campionato Europeo a squadre Triathlon Lungo con Nazionale – Vitoria Gasteiz
- 2011	Marion Lorblanchet Campionato Europeo XTerra - Zittau;
- 2011	Sara Tavecchio Campionato Italiano XTerra - Orosei;
- 2012	Laura Sala 1M4 Europei Winter Tri - Carcoforo;
- 2012 	Sara Tavecchio Campionato Italiano XTerra - Orosei;
- 2012	Isabella Boccone 1S1 Campionato Italiano Triathlon Lungo - Barberino;
- 2012	Sara Dossena – Campionato Italiano Duathlon Classico - Norcia;
- 2013 	Guido Ricca – 1M1 Mondiali Winter Tri - Cogne;
- 2013 	Paolo Ricca – 1M2 Mondiali Winter Tri - Cogne;
- 2013 	GianMarco Tironi – 1M5 Mondiali Triathlon Lungo - Belfort;
- 2013 	Guido Ricca – 1M1 Campionato Italiano Winter Tri - Carcoforo;
- 2013 	Sara Dossena – Campionato Italiano Duathlon Classico - Seclì;
- 2014 	Sara Tavecchio – 1M1 Europei TNatura - Orosei;
- 2014 	Sara Tavecchio – Campionato Italiano Triathlon Cross – Revine Lago
- 2014 	Fabiola d'Antino – Youth A Campionato Italiano Aquathlon – Porto S. Elpidio
- 2015 	GianMarco Tironi - 1M6 Europeo Middle Distance Rimin
- 2016 	GianMarco Tironi - 1M6 Mondiale Ironman Kona
- 2016 	Veronica Signorini - 1S2 Escape From Alcatraz San Francisco
- 2016 	Verena Steinhauser - Campionato Italiano Triathlon Olimpico - Caorle

Vittorie in appuntamenti di carattere internazionale
- 2008 	Martina Dogana Ironman France - Nizza;
- 2009	Martina Dogana Tristar Andalucia - Cadice;
- 2011	Mateja Simic Triathlon Olimpico Bardolino
- 2011	Martina Dogana 70-3 Italy – Pescara;
- 2011	Sara Vilic Mondiale Aquathlon U23 - Pechino;
- 2011	Marion Lorblanchet 1^ European Tour;
- 2012	Mateja Simic European Triathlon Cup – Karlovy Vary;
- 2012	Martina Dogana Challenge Vichy;
- 2012	Martina Dogana Triathlon Costa Verde;

## Team Elite
aggiornato al 20 maggio 2015.
| N. |                     | Ruolo | Calciatore                |
| -- | ------------------- | ----- | ------------------------- |
|    | Italia (bandiera)   | Elite | Veronica Signorini        |
|    | Italia (bandiera)   | Elite | Verena Steinhauser        |
|    | Spagna (bandiera)   | Elite | Melina Alonso Arada       |
|    | Spagna (bandiera)   | Elite | Ricardo Hernandez Marrero |
|    | Ungheria (bandiera) | Elite | Csaba Rendes              |